# Gartcosh
Gartcosh är en by i North Lanarkshire i Skottland. Byn är belägen 57,3 km 
från Edinburgh. Orten har 2 480 invånare (2016).